# Mateusz Stasiowski
Mateusz Stasiowski (22 september 1988) is een Pools langebaanschaatser. Zijn specialiteit ligt op de korte afstanden, 500 en 1000 meter.

## Carrière
Mateusz Stasiowski deed in het seizoen 2007/2008 mee aan wereldbekerwedstrijden over 500 en 1000 meter. Ook nam hij deel aan het schaatsen op de Winteruniversiade 2009 in Harbin.